# Declieuxia lysimachioides
Declieuxia lysimachioides är en måreväxtart som beskrevs av Joseph Gerhard Zuccarini, Schult. och Julius Hermann Schultes. Declieuxia lysimachioides ingår i släktet Declieuxia och familjen måreväxter. Inga underarter finns listade i Catalogue of Life.